# Птичник

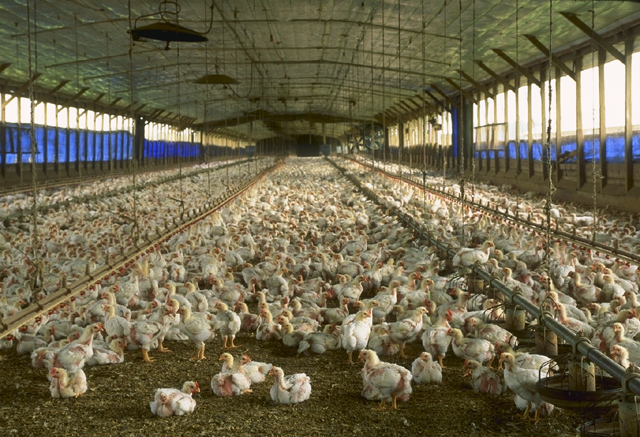
В птичнике напольного содержания птицы

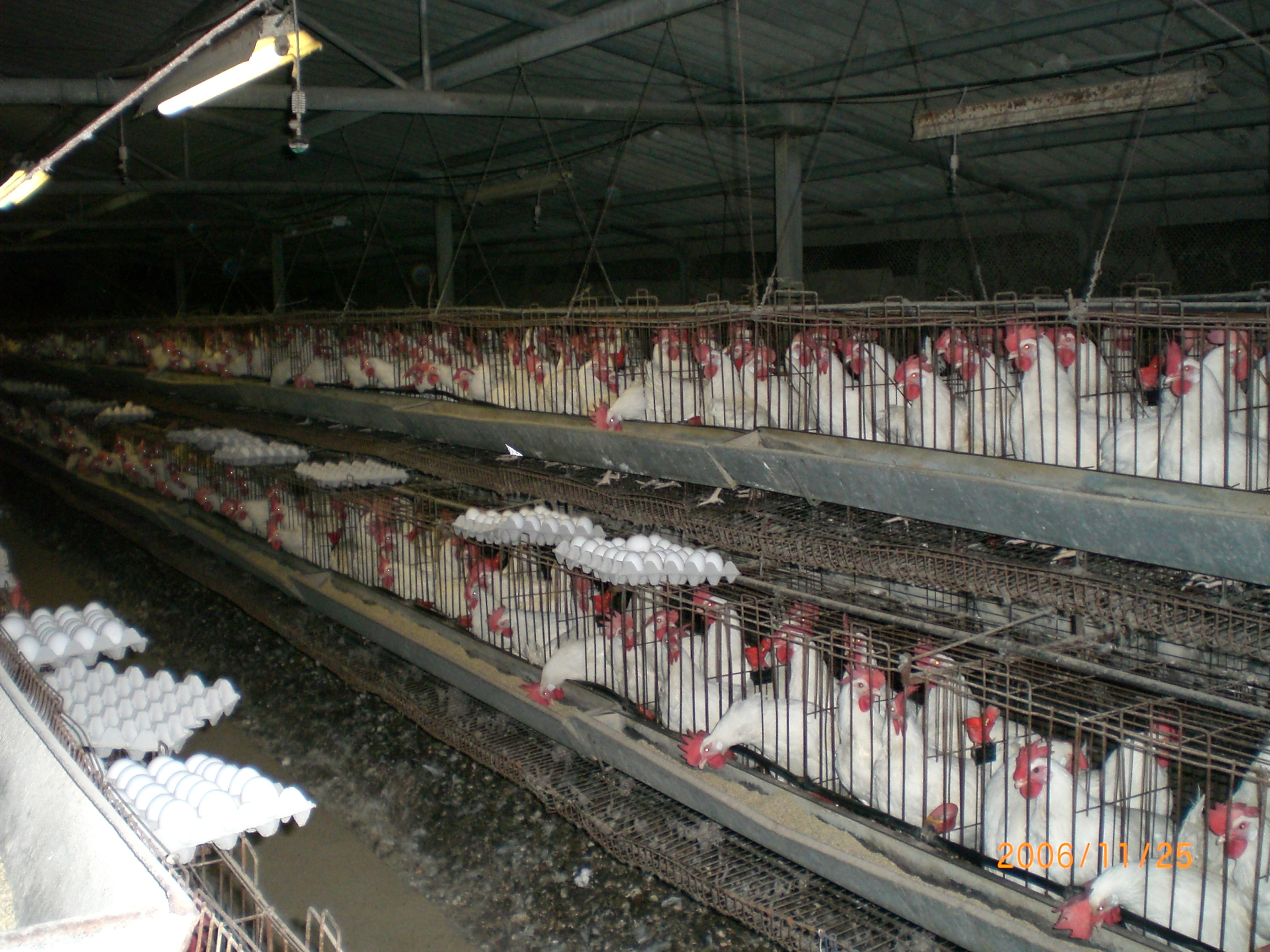
Клеточные батареи птичника клеточного содержания кур

Птичник — здание, предназначенное для содержания и выращивания птицы, как правило сельскохозяйственной.

## Описание, использование
Часто птичники — это одноэтажные капитальные здания, но бывают и исключения, к примеру на птицефабрике «Роскар» в Выборгском районе Ленинградской области России — четырёхэтажные, а на птицефабрике «Иецава» (ныне Balticovo) в Латвии (Иецава), «Завидовской» в Конаковском районе Тверской области России (деревня Мокшино), Киевской (на окраине Киева) и Семиполковской (Броварский район Киевской области, Семиполки) птицефабриках на Украине — имелись шестиэтажные птичники.
Птичник в личном подсобном хозяйстве, под который может быть приспособлен обычный сарай, значительно отличается по размерам от промышленных птичников, имеющих подчас гигантские размеры. Существуют птичники и в зоопарках и подобных заведениях, наряду с слоновниками, обезьянниками, террариумами и подобными специализированными местами содержания животных.
В птичниках промышленного птицеводства применяется как напольная система содержания птицы, так и клеточное содержание, а также возможно и наличие дополнительных помещений, в том числе и выгулов для птицы. В качестве птичника в местах с достаточно тёплым климатом используют и вольеры. Капитальные строения птичников также, иногда подразделяют на брудергаузы (цыплятники) для выращивания молодняка, батарейные цеха — для выращивания птенцов в клеточных батареях, акклиматизаторы — птичники ремонтного молодняка, а также птичники содержания взрослой птицы разного возраста и репродукторные (для содержания родительского стада).